# Katabolisme
Katabolisme er en stofskifteproces, hvor molekyler i levende organismer nedbrydes. Kataboliske processer er det modsatte af anaboliske processer, hvorved molekyler opbygges. Ved kataboliske processer bliver store, ofte polymere, biomolekyler (polysakkarider, nukleinsyrer og proteiner) nedbrudt til deres respektive monomere enheder (henholdsvis monosakkarider, nukleotider og aminosyrer).
Celler bruger monomerer til at danne nye polymere molekyler og nedbryder dem til simple cellulære metabolitter, som f.eks. mælkesyre, eddikesyre, CO2, ammoniak og urinstof. Dannelsen af cellulære metabolitter er en oxidationsproces som involverer frigivelse af energi. Meget af denne energi går til varme, mens resten bevares gennem en kobling til syntesen af ATP. Hydrolyse af ATP bruges efterfølgende til at drive stort set alle energikrævende processer i cellen. Katabolisme bidrager derfor med den energi der skal bruges til at opretholde en levende celle.
Kataboliske og anaboliske processer er modsat rettede, så det der opbygges ved anaboliske processer nedbrydes ved de kataboliske. Derfor findes der mange signaler i cellerne som skruer op for de anaboliske processer samtidig med at de skruer ned for de kataboliske, og omvendt. De fleste af disse signaler er hormoner og de molekyler der er involveret i processerne.
Traditionelt har endokrinologer klassificeret hormoner som anaboliske eller kataboliske.

## Eksempler på kataboliske processer
- nedbrydning af muskelvæv for at kunne bruge aminosyrerne som substrat i glukoneogenesen
- nedbrydning af fedtvæv til fedtsyrer

## Kataboliske hormoner
- Cortisol
- Glukagon
- Adrenalin
- Cytokiner